# Hylaezentia
Hylaezentia is een geslacht van rechtvleugeligen uit de familie Romaleidae. De wetenschappelijke naam van dit geslacht is voor het eerst geldig gepubliceerd in 2012 door Amédégnato, Poulain & Rowell.

## Soorten
Het geslacht Hylaezentia  is monotypisch en omvat slechts de volgende soort:
- Hylaezentia acanthopyga (Rehn, 1938)